# Власть денег (журнал)
«Власть денег» — всеукраинский популярный деловой журнал. Основан в 2004 году в Киеве. Издается на русском языке. Распространяется по всей территории Украины. Тираж — 60 000 экземпляров.

## Аудитория
Согласно опросу 2010 года, треть читателей журнала относят себя к среднему классу. 59,5 % имеют высшее образование, 18,4 % занимают руководящие должности, 35,47 % являются специалистами. 68,57 % читателей — это мужчины.

## Стиль издания
«Просто о сложном» — подход, которым руководствуется коллектив редакции при подготовке публикаций. Основные темы, освещаемые изданием - экономика, политика, финансы, компании и рынки. 
В разное время, на страницах журнала появлялись такие видные деятели экономической, общественной и культурной жизни, как Лешек Бальцерович,  Александр Ярославский, Виталий Кличко, Иван Максимов.
В рядах журналистов редакции работала нынешняя глава украинской службы BBC Би-би-си Нина Курьята. Свои материалы и очерки для издания готовят Кармелита Зарецкая, писатель Станислав Цалик  и  Михаил Кальницкий.

## Руководство
- Главный редактор, редактор основатель — Оксана Митницкая
- Заместитель главного редактора — Надежда Кемулария
- Дизайн-директор — Андрей Шубин
- Арт-директор — Антон Землянский

## Награды
- 2005 год. Лауреат 3-го Всеукраинского конкурса прессы в номинации «Лучшая инфографика».
- 2005 год. Награда 6-го Киевского международного фестиваля рекламы «Открытие года» среди печатных СМИ.
- 2005 год. Награда компании «Автоэкспо» за лучший репортаж на автомобильную тематику.
- 2005 год. Победитель Первого национального конкурса «Обложка года в Украине 2005» и российского конкурса «Обложка года» в номинации «украинские издания».
- 2007, 2009, 2010 годы. Журналисты еженедельника становятся призёрами Международного конкурса "Премия деловых кругов «PRESSзвание» в номинациях: «ТЭК: Актуальная тема энергоэффективности и энергосбережения», «ТЭК: Электроэнергетика», «Транспорт», «Уважение коллег», «Страхование».
- 2014 год. Из-за смены собственника вся редакция покинула журнал.